# Youngeewa bicolorata
Youngeewa bicolorata är en insektsart som beskrevs av Gebicki och Jacek Szwedo 2001. Youngeewa bicolorata ingår i släktet Youngeewa och familjen dvärgstritar. Inga underarter finns listade i Catalogue of Life.